# Денисов, Виктор Петрович
Виктор Петрович Денисов (8 марта 1935 года, г. Новомосковск, Тульская область, РСФСР, СССР — 31 октября 2021 года, Самара, Россия) — художник, педагог.
Работал в жанрах пейзажа, натюрморта, портрета. Азы живописи постигал под руководством А. Е. Плетнёва в студии ДК «Звезда» завода им. Масленникова (1948—1952). Ещё до окончания Пензенского художественного училища им. К. А. Савицкого (1960) в творческом методе художника был усмотрен «формалистический уклон». В 1960-х работы Денисова были широко представлены на областных выставках Калининградского отделения Союза художников РСФСР.
В Куйбышев художник вернулся в 1974 г. с богатым багажом участия в разного рода творческих экспедициях и выставках, но Куйбышеве молодому художнику было отказано в участии в выставках. Талантливый художник вынужден был переключиться на преподавательскую деятельность: среди его учеников члены Союза художников Жирнов В. Н. (СОХМ), Кисель С. М. (Самара), Кузнецов И. В. (Самара). На протяжении 30 последующих лет художник продолжал творчески работать, совершенствуя свой творческий метод, который в целом остался реалистичным, акцентирующим внимание и на форме, и на содержании, и на сложности цветовой гаммы. В одной из публикаций 2015 года он был назван «старейшим художником Самары». Многие самарцы на протяжении десятилетий ждали публичного показа работ В. П. Денисова. Посмертная выставка «Неизвестный Денисов: на одном дыхании» стала значимым событием в культурной жизни всего региона.

## Биография

### Детство
Виктор Петрович Денисов родился 8 марта 1935 г. в г. Новомосковске Тульской области в семье офицера-танкиста Петра Елисеевича Денисова и Ольги Ивановны Денисовой (Гребеньковой).
До июня 1941 семья проживала на Западной Украине в г. Каменец-Подольский. Эвакуироваться должны были за Урал, но по дороге до Куйбышева (Самара) в эвакуационном эшелоне большинство умерло от тифа, выживших оставили в Куйбышеве, закрытом на тот момент правительственном городе.
С 5-го по 8-й классы посещал изостудию ДК «Звезда» завода им. Масленникова. Витя Денисов проводил всё свободное и отчасти учебное время в изостудии А. Е. Плетнёва.

### Пензенское художественное училище им. К. А. Савицкого и армия (1952—1960)
После седьмого класса Витя гостил в Туле у родственников отца и должен был отправиться поступать в Пензенское художественное училище им. К. А. Савицкого. Мать же хотела, чтобы он пошёл в восьмой класс в Туле, поэтому родственники в Пензу Витю не пустили. В результате он вернулся в Куйбышев и вынужденно посещал 8-й класс, правда, из-за этюдов экзамен по физике остался не сданным. Мечта о поступлении исполнилась в 1952 г. Из-за пропущенного года в армию взяли с 4-го курса. Служил Виктор Денисов с 14.11.1955 по 3.09.1958 в Калининграде в части по подготовке младших технических авиаспециалистов. Рядовой Денисов остался в обслуживающем персонале учебки художником.
По истечении срока службы Денисов 6-7.09.1958 вернулся в Пензу. За время обучения в училище наставниками Денисова были следующие преподаватели: И. А. Каштанов (1 к. — рисунок), Н. К. Краснов (1 к. — живопись, 2 к.), Н. Я. Евстигнеев (2 к. — живопись), А. С. Шургилов (3-5 к. — живопись), А. А. Оя (2-3 к. — композиция), М. Е. Валукин (3-5 к. — живопись, рисунок, композиция). Под руководством М. Е. Валукина выполнил дипломную работу «Ой, да на высокой полоныне».
В период с ноября 1960 по март 1962 г. Виктор Денисов работал в Куйбышевском отделении художественного фонда РСФСР, с мая 1962 по февраль 1963 г. — оформителем сцены в театре оперы и балета.

### Калининградский период (03.1963-12.1970)

#### Переезд в Калининград
В ноябре 1960 г. в браке с Т.Богониной родилась дочь Ольга, но уже к 1962 г. брак распался. И Виктор Денисов  уехал сначала в Тулу, а затем в Калининград. Проработал в Калининграде  два месяца на телевидении. Затем устроился в Калининградский художественный фонд, в котором Денисов и проработал восемь последующих лет.
В Калининграде молодой художник обзавёлся новой семьёй. В 1965 г. у В. Денисова и П. Денисовой (Суворовой) родился сын Владимир и в 1968 г. — сын Денис. В Калининграде художник  ежегодно участвовал в областных выставках:
1. Выставка изобразительного искусства на Первом фестивале Калининградской молодёжи. 23.05.1957.
2. Пятая областная калининградская областная художественная выставка. Калининград. 1958.
3. Молодёжная областная художественная выставка г. Львов. 1959.
4. Восьмая областная калининградская областная художественная выставка. Калининград. 1965.
5. Девятая областная выставка произведений калининградских художников. Калининград. 1966.
6. Десятая областная художественная выставка. Калининград. 1967.
7. Wystawa plastyki kaliningradskiej. 1967.
8. Выставка произведений калининградских художников в г. Ольштыне. ПНР. 10.1968.
9. Одиннадцатая областная художественная выставка. Калининград. 1969.
10. 4-я групповая художественная выставка. Калининград: Калинингр. отдел. союза художников РСФСР, 1967.
11. 35-я выставка произведений художников калужской области (1972—1973).

В обзоре «Во имя красоты человека: заметки с VIII областной художественной выставки» («Калининградская правда» от 23.05.1965) журналист С. Козловая отметила, как был «решён В. П. Денисовым „Военврач“ („Портрет хирурга“, коллекция СОХМ, - Д. В.) — портрет, наполненный отчётливым смыслом и чувством. Написан он весьма лаконично. Каждая деталь найдена точно и убедительно. Сброшенная с усталого лица марлевая маска, взгляд глубоко задумавшегося человека, скрещённые на груди сильные и умные руки хирурга. И хотя запечатлён хирург во время отдыха, в его облике сразу угадывается вся огромная напряжённость фронтовой обстановки».

### Таманская археологическая экспедиция (1965, 1966)
В 1965—1966 гг. Виктор Денисов участвовал в Таманской археологической экспедиции, работавшей в станице Сенное (Сенная) Краснодарского края под руководством Н. И. Сокольского (1916—1973 гг.). Денисов был приглашён в качестве художника, в задачу которого входило фотографически точное фиксирование пластов земли и обнаруженных артефактов. Пребывание в экспедиции было очень значимым для художника, но сложным. Во-первых, поставленная задача была чужда его художественному методу, и он перешёл на работу в раскоп простым рабочим. А на следующий год он приехал именно для работы в раскопе. Свободное время художник тратил на написание этюдов и портретов участников экспедиции. Во-вторых, за время проживания в Прибалтике его зрительный аппарат был настроен на пасмурную прибалтийскую погоду. В станице Сенной изменениям подверглась палитра художника: способы цветопередачи и используемые материалы. В работах 1965—1966 гг. появляется интенсивность цвета и, соответственно, усиливаются контрасты, но плотность палитры сохраняется.

### Работа с Ю. И. Скориковым
В 1967 г. Виктор Денисов два месяца провёл на творческой даче Союза художников РСФСР в г. Горячий Ключ Ставропольского края, которой традиционно руководил Ю. И. Скориков (Ленинград). Скориков обратил внимание молодого художника на момент рождения образа: «Прежде, чем браться за краски, ты должен увидеть сюжет в законченном виде. Не нужно копировать, образ работы должен созреть в голове!» Виктор Денисов воспринял услышанное с интересом и готовностью применять. Но по прошествии недели так и не смог ничего написать. По-старому уже не мог, а по-новому не получалось. Когда же стало что-то получаться, молодой художник сначала показывал работу Скорикову поэтапно, затем — только по окончании работы.

#### Встреча с Д. Я. Черкесом
Руководителем группы художников на творческой даче в 1967 г. был Д. Я. Черкес (31.08.1899-09.06.1971 гг.), классик советской живописи, работавший в жанрах плакатной карикатуры и графики, станковой, портретной живописи, натюрморта и пейзажа, в том числе морского. Сотрудничество мастера и молодого художника оказалось плодотворным. Виктор Денисов был благодарен Черкесу за объяснение того, чему не учили в училище: как надо смотреть на натуру… В конце 1970 г. он писал Черкесу: «Если я чуть-чуть приблизился к ‘художнику’, то только благодаря Вам».

#### Медынский период (01.1971-10.1974)
Переезд в районный город Медынь Калужской области состоялся в декабре 1970 г.  Проработав четыре месяца заведующим медынского Автоклуба, Виктор Денисов устроился на работу в Калужский художественный фонд, где и работал до октября 1974 г. От Медыни до Калуги — 60 км. Удалённость от места работы снижала вероятность получения заказов в фонде. Иногда оформительскую работу можно было выполнять на дому. Семейный бюджет пополняло в этот период выполнение договоров по оформлению наглядной агитации в колхозах и совхозах Медынского района.
https://goskatalog.ru/portal/#/collections?q=Денисов%20Виктор%20Петрович&imageExists=null&typologyId=1

#### Куйбышевский и самарский периоды (11.1974-10.2021)

##### Возвращение в Куйбышев
После переезда семьи в Куйбышев Виктор Денисов проработал несколько месяцев по временному договору в Куйбышевском художественном фонде и неполный год в ДК 4 ГПЗ рекламистом. В феврале 1976 г. он был принят в ДХШ № 1. А когда в феврале 1977 г. перешёл работать в Куйбышевский художественный фонд по основному месту работы, продолжил педагогическую деятельность в ДХШ № 1 по совместительству. В этот период художник в основном писал этюды. В отличие от Калининграда Куйбышев встретил его сурово: ему было отказано в участии в городских и зональных выставках.

##### Зрелый период (1980—1990-е)
В начале 1980-х Виктор Денисов писал ежегодно по одному или два портрета самарских именитых хирургов-профессоров. Среди них портреты: И. П. Коралюка — 1981, Б. Н. Жукова — 1981, Г. И. Бирюковой — 1982, 1983, Н. Махарадзе — 1983, Н. М. Блиничева 1984, А. М. Аминева — 01.1984. Работа над портретами велась в Клиниках медицинского института или же в домашней обстановке портретируемых.
В 1984 г. Денисовым были выполнены несколько портретов работников 4 ГПЗ. Среди них — портреты передовиков В. А. Петровой, С. Г. Шутякова и рационализатора Ивана Ионовича. Но творческий подход художника не соответствовал формальным ожиданиям руководства 4 ГПЗ, и данный проект был закрыт.
В 1980-х создавались женские портреты. Большинство из портретируемых были участницами изостудии.
С середины 1980-х пейзажи окрестностей Куйбышева стали более выразительными, насыщенными в цветовом отношении и композиционно масштабными. В конце 1980-х назрело время для расширения пространства. Последовали творческие поездки в Центральную Россию. Писались этюды с московскими (Коломенское — 1987, 1988, монастыри: Свято-Данилов — 1990, Новодевичий — 1998), с новгородскими (1989), суздальскими и владимирскими (1990), калужскими (1991) архитектурными памятниками. Этюды конца 1990-х часто выполнены в панорамном формате, в той или иной степени присутствовавшем на всех этапах творчества художника. В это же время шёл процесс переосмысления уже известных подго́ровских мотивов.
В начале 2000-х художник возвращался к отдельным калининградским («Лесная сказка», 2003) и подѓоровским мотивам.

##### Завершающий период в трудовой и творческой деятельности (2002—2021)
Единственная прижизненная выставка Виктора Денисова состоялась в 2003 г., но не в Самаре. Вместе с художником И. В. Кузнецовым Денисов представил свои работы разных лет в галерее «Радуга» Димитровграда.
Умер Виктор Денисов 31 октября 2021 г.
Первая персональная выставка «Неизвестный Денисов: на одном дыхании» открылась в с Самарском областном художественном музее 08.02.2024 г.

##### Картины В.П.Денисова
Работы В. П. Денисова представлены в Пензенской областной картинной галерее им. К.А.Савицкого ("Подсолнухи", 1985; "Ветреный день", 1995), в Калужском музее изобразительных искусств ("Портрет кавалера трёх орденов Славы", 1973; "Река Медынка", 1971; "Зимушка", 1973), в Самарском областном художественном музее ("Портрет молодого философа М.К.Рыбалкина", 1969; "Портрет хирурга", 1969; "Первый учитель, художник А.Е.Плетнёв", 1961). 